# Pehr Evind Svinhufvud
Pehr Evind Svinhufvud (Sääksmäki, 15 de diciembre de 1861-Luumäki, 29 de febrero de 1944) fue un político finlandés y el tercer presidente de la República de Finlandia (1931-1937).
Licenciado en Derecho, antes de la independencia de Finlandia (el 6 de diciembre de 1917), Svinhufvud era diputado en el grupo del estado noble, en el cual formaba parte de la minoría finoparlante. Durante el período de opresión por parte de Rusia, Svinhufvud pugnaba por el principio de legalidad, lo que trajo como consecuencia que estuvo deportado, en exilio forzado, en Siberia durante tres años (1914-1917). En otoño de 1917, tras su vuelta a Finlandia, Svinhufvud formó el llamado «Senado de independencia» que redactó la declaración de independencia. Después de la guerra civil de 1918, Svinhufvud fue elegido regente del período interino, pero, debido a sus ideas monárquicas y proalemanas, tuvo que dimitir ya en diciembre del mismo año.
En 1930 fue elegido diputado por el Partido de Coalición Nacional (conservador) y un año más tarde, en 1931, llegó a la presidencia. Como presidente Svinhufvud seguía el principio de legalidad y, con su prestigio personal, pudo tranquilizar la llamada «rebelión de Mäntsälä», un intento de la extrema derecha de desestabilizar el orden político del país, antes de que el llamado «movimiento de Lapua», liderado por Vihtori Kosola, tuviese tiempo de dañar la joven democracia finlandesa.
Como persona Svinhufvud tenía la fama de ser un hombre del pueblo (a pesar de su origen nobiliario), con lo que mereció, en la boca de la gente, el apodo de Ukko-Pekka (‘abuelito Pedro’). Su apellido, Svinhufvud, significa «cabeza de cerdo» en sueco y se cuenta que el mismo mandatario solía gastar bromas al respecto.
| Predecesor: Lauri Kristian Relander    | Presidente de Finlandia 1931 - 1937                  | Sucesor: Kyösti Kallio                    |
| Predecesor: cargo creado Kyösti Kallio | Primer ministro de Finlandia 1917 - 1918 1930 - 1931 | Sucesor: Juho Kusti Paasikivi Juho Sunila |
| Predecesor: Cargo creado               | Regente del Reino de Finlandia 1918                  | Sucesor: Carl Gustaf Emil Mannerheim      |

- Datos: Q209439
- Multimedia: Pehr Evind Svinhufvud / Q209439